# Hiroyuki Onoue
Hiroyuki Onoue (尾上 寛之, Onoue Hiroyuki, né le 16 juillet 1985 à Ibaraki dans la préfecture d'Osaka, au Japon) est un acteur japonais, qui débute en 1994. Il est apparu dans une trentaine de drama et une vingtaine de films, et dans quelques publicités.